# The Wailers
The Wailers so bili jamajška glasbena skupina, ki je igrala ska, rocksteady in reggae.
Skupina je bila ustanovljena v Kingstonu leta 1963. Njeni člani so bili Junior Braithwaite, Beverley Kelso, Bunny Livingston (tudi poznan kot Bunny Wailer), Bob Marley, Peter McIntosh (tudi poznan kot Peter Tosh) in Cherry Smith.
Imeli so kar nekaj sprememb imen od The Teenagers, The Wailing Rudeboys, The Wailing Wailers in končno The Wailers. Trije člani so skupino zapustili že 1966 in tako so ostali le Bob, Peter in Bunny. 1970 so The Wailers dobili še dva člana, brata Barrett. 
Wailersi so posneli hitov kot so: Simmer Down (s katerim so zasloveli), Trenchtown Rock, Nice Time, Stir it Up, Get Up, Stand Up in mnoge druge.
Razšli so se leta 1974, vsak od njih je poskusil srečo s solistično kariero. Bob Marley je nadaljeval z novo spremljevalno skupino pod imenom Bob Marley and the Wailers. Bob je bil najbolj uspešen od vseh treh, a tudi Peter Tosh se lahko pohvali z zvenečo kariero, Bunny Wailer pa je izven Jamajke ostal relativno nepoznan.
Pomembno je, da se razlikuje med skupino the Wailers ter kasnejšo zasedbo Bob Marley & the Wailers, saj sta bili z razliko od Boba Marleya popolnoma drugi skupini.